# Czarny Piec
Czarny Piec (Duits: Schwarzenofen) is een plaats in het Poolse district  Szczycieński, woiwodschap Ermland-Mazurië. De plaats maakt deel uit van de gemeente Jedwabno en telt 25 inwoners.